# Carl Vogel (Fabrikant)
Carl Vogel, auch Carl Vogel-von Meiss, getauft als Heinrich Ulrich Karl Vogel (* 22. November 1850 in Cham; † 8. Dezember 1911 in Zürich), war ein Schweizer Unternehmer, Papierfabrikant und Politiker. Vogel amtierte von 1892 bis 1910 als Kantonsrat im Kanton Zug. Er war Alleineigentümer der Papierfabrik Cham.

## Leben
Vogel stammte aus einer Seidendynastie aus Zürich. Er war der ältere von zwei Söhnen des Heinrich Vogel (1822–1893) und der Carolina, geborene Saluzzi (1825–1902). Der Name seiner Mutter wurde ursprünglich Saluz geschrieben, deren Vater Otto war ebenfalls in der Seidenindustrie tätig. Vogels Grossvater Johann Jakob Vogel betrieb in Zürich die Eisenwarenhandlung Schwarzen Horn und übernahm ab 1825 die konkursite Hammerschmiede in Cham. Er wuchs dementsprechend abwechslungsweise in Zürich und Cham auf.
Er absolvierte seine schulische Ausbildung am Internat Schnepfenthal in Thüringen und studiert danach Chemie an der ETH Zürich. Seine erste praktische Erfahrung in der Papierindustrie sammelte er im Steyrermühl-Konzern im oberösterreichischen Laakirchen. Danach betätigte er sich als Chemiker im väterlichen Unternehmen. 1884 übernahm Vogel die Leitung der wirtschaftlich gut aufgestellten Fabrik und übernahm die Direktion des Industriebetriebs. Nach der Geburt der dritten Tochter trat Vogel beruflich kürzer und stellte für die Leitung des Unternehmens einen Direktor an. Als alleiniger Inhaber blieb er aber weiterhin vollumfänglich haftender Gesellschafter. 1888 erreichte die Produktion 1500 Tonnen, das war eine dreifache Steigerung zu den Zeiten, als sein Vater zu produzieren begann. 1889 erwarb er nach dem Brand der Baumwollspinnerei Hagendorn die übrigen Liegenschaften und funktionierte diese in ein Waisenhaus um. 1892 wurde er von den Chamer Bürgern in den Kantonsrat gewählt, 1893–1895 war er zusätzlich Kassations- und Revisionsrichter für den Kanton Zug.
1898 erbte Carl Vogels Gattin Anna die Villa und den Park in der Villette. Damit gehörte nun das ganze Seegebiet zwischen der Bahnlinie im Norden, dem Zugersee im Süden, der Lorzenmündung im Osten und der Eslen im Westen der Papieri-Dynastie, eine einzigartige Parklandschaft von 108'000 Quadratmetern. Anna und Carl Vogel-von Meiss besassen mittlerweile drei herrschaftliche Häuser: eines in Zürich, in Cham die Villa im Hammer und die Villette am See. 1902–1904 wurde diese vom Architekten Dagobert Kaiser umgebaut. 1905 starb der einzige Sohn der Dynastie bei einem Reitunfall in Morges. Am 24. Juni 1906 wurde Vogel zum Ehrenbürger von Cham ernannt. Dieses galt auch für seine Ehefrau und die beiden Töchter Anna Helene und Anna Emilie Charlotte.
Carl Vogel starb am 8. Dezember 1911 im Alter von 61 Jahren Haus zum Lindengarten am Hirschengraben 22 in Zürich. Er war zum Zeitpunkt des Todes aufgrund eines Schlaganfalls linksseitig gelähmt. 1912 wurde die Firma im Zuge seines Todes in die Aktiengesellschaft Papierfabrik Cham AG umgewandelt, von der alle Familienteile Aktien hielten.

## Privates
Im Jahre 1878 heiratet er die Zürcher Adelige Anna von Meiss (1858–1942), Tochter von Hans Meiss von Wülflingen und Anna von Muralt aus Zürich. Die Familie mit dem 'doppelten von' war sehr vermögend, Hans von Meiss war belgischer Konsul. Die Familie residierte abwechselnd in Zürich im Haus zum Lindengarten (Stammsitz von Meiss) und in der Hammer-Villa in Cham (Stammsitz der Vogel). Das Paar bekam fünf Kinder:
- Hans Carl Alexander (1880–1905), genannt Alexander
- Anna Helene Alice (1881–1944), heiratete später Carl Martin Leonhard Bodmer (1880–1961)
- Bertha Olga (1883–1970), heiratete Walter von Meiss (1869–1934)
- Anna Emilie Charlotte (1885–1981), genannt Emy, heiratete Robert Naville-Vogel (1884–1970)
- Anna Helena (1888–1963), genannt Ellen, heiratete Max Ernst Seeburger (1877–1955)

Vogel hielt in der Schweizer Armee den Rang des Oberleutnant und sammelte antike Waffen. Seine Sammlung umfasste Stücke, die vom 15. bis 18. Jahrhundert reichten. Seit seiner frühen Kindheit war Vogel ein begeisterter Zeichner, der sich bescheiden gab und es vorzog, auf dem Land zu leben anstatt in der Stadt. Er war ein grosser Natur- und Tierfreund und unterhielt auf dem Hammer einen kleinen landwirtschaftlichen Betrieb mit Pferden.